# Kateřina Elhotová
Kateřina Elhotová (Praga, 14 ottobre 1989) è un'ex cestista ceca.
Alta 180 cm, giocava come guardia.

## Carriera

### Club
Ha fatto parte dell'USK Praga, con cui ha vinto 8 campionati e 4 coppe nazionali. Nel 2015 ha superato per 72-68 l'UMMC Ekaterinburg, vincendo l'Eurolega.

### Nazionale
Nel 2007 è stata convocata per gli Europei in Italia con la maglia della nazionale della Repubblica Ceca. Ai mondiali del 2010 giocati in casa è argento alle spalle degli USA.

## Palmarès
- Campionato ceco femminile: 8
USK Praga: 2009, 2011, 2012, 2013, 2014, 2015, 2016, 2017
- Coppa ceca femminile: 4
USK Praga: 2010, 2011, 2012, 2014
- Eurolega: 1
USK Praga: 2015
- SuperCup Women: 1
USK Praga: 2015